# Aerial
「aerial」（エアリアル）は、2005年8月17日にリリースされたキンヤの2枚目のシングル（BAD LUCK、コタニキンヤ名義でリリースされた作品を含めると通算9枚目）。発売元はR&C。

## 概要
タイトル曲「aerial」は劇場版『ツバサ・クロニクル 鳥カゴの国の姫君』主題歌に起用されたほか、2016年にコタニキンヤ.名義でリリースしたシングル「raremetal heart」のカップリング曲として清水武仁によりリアレンジされて収録されている。

## 収録曲
1. aerial
  - 作詞：キンヤ　作曲・編曲：HΛL
2. Season
  - 作詞・作曲・編曲：HΛL
3. aerial (instrumental)